# 사드 엘샤즐리
사드 모하메드 엘후세이니 엘샤즐리(1922년 4월 1일 ~ 2011년 2월 10일, 아랍어: سعد الدين محمد الحسيني الشاذلي)는 이집트의 장군이다.
그는 1973년에 일어난 욤키푸르 전쟁 기간 동안에 이집트군의 총사령관을 역임했다. 욤키푸르 전쟁 시작 당시에 그는 이집트군의 장비와 훈련을 제대로 진행하면서 신용을 얻었으며, 그 결과 1973년 전쟁 초기에 바레브 라인(Bar-Lev line)을 효과적으로 점령했다. 캠프데이비드 협정 체결 이후에 이집트에서 그에 대한 비판 여론이 형성되면서 영국, 포르투갈 주재 이집트 대사에서 해임되었고, 이후 정치적 망명지로 알제리를 선택했다.

## 6일 전쟁
1967년에 일어난 6일 전쟁 당시, 엘샤즐리는 전술적 인식에서 뛰어난 모습을 보여주었다. 그는 1개 보병대대의 혼성부대를 맡아 시나이 반도 중부에 위치해 있었다. 이스라엘 공군의 초기 공습과 제공권 점령으로 인해, 이집트 사령부는 전 병력에게 서쪽으로 철수하라는 혼란스러운 명령을 내렸고, 이 지시는 이집트군이 이스라엘 공군에게 궤멸당하는 결과를 낳게 되었다. 이집트 사령부와 병력 사이의 교신 대부분이 두절되었음에도 불구하고, 엘샤즐리는 믿을 수 없는 기회를 포착했고 좁은 통로를 통과해 동쪽으로 진격해 이스라엘을 침공했다. 그는 그의 병력을 네게브 사막에 주둔시켰는데, 적의 최후방 지역이었다.
그는 6월 6일부터 6월 7일까지 이스라엘 공군의 폭격을 피해 2개의 산지에서 그의 대대를 엄호하고 있었다. 마침내 그는 사령부와 연락이 닿았지만, 사령부는 그에게 수에즈 운하 서쪽으로 즉각적으로 철수하라는 명령을 내렸다. 그는 사막에서 야간행군을 통해 서쪽으로 행군했다. 그는 시나이 반도에서 60마일을 어떠한 지원도 없이 이동했으며, 새벽이 지난 이후 부대는 이스라엘 전투기에 포착되어 공격을 받았다. 대공무기가 부족했던 그의 부대는 기관총으로 응사했지만 소용이 없었고, 100명이 넘는 그의 병력이 전사했다. 이스라엘 전투기가 물러난 후 그는 이스라엘 육군을 피해 수에즈 운하에 도달했다.

## 욤키푸르 전쟁
이스라엘은 수에즈 운하 동쪽에 몇몇 요새로 강화된 바레브 라인이라는 방어선을 만들어 이집트군으로부터 이스라엘 육군을 보호하려 했다. 바레브 라인은 17m의 모래 1973년 10월 6일 바드르 작전이 개시되었을 때, 샤즐리의 지휘 하에 200대의 이집트 공군이 운하 주변을 탐지하고 시나이 반도로 진군해 이스라엘의 주요 병력을 공격했다. 공습이 이어지는 동안 2,000대의 야포가 바레브 라인의 요새와 지뢰에 포격을 가했다. 이집트군은 4,000명의 병력을 데리고 수에즈 운하 동쪽에 상륙했으며, 모래 장벽을 물 펌프를 이용해 무너뜨렸다. 1973년 10월 7일 이집트군은 수에즈 운하에 5개의 교량을 가설했고, 기갑사단은 운하를 통과해 시나이 반도로 이동했다. 10월 8일 이스라엘군이 반격을 가했으나 이집트군은 이를 격퇴시켰고, 10월 9일 이스라엘군의 제2차 반격도 막아내는데 성공했다.s.